# Juraj II. Šubić Bribirski
Juraj II. Šubić Bribirski (?, o. 1290. – Klis, 15. prosinca 1328.), hrvatski velikaš iz plemenitog roda bribirskih knezova. Godine 1303. naslijedio je od strica Jurja I. titulu "kneza dalmatinskih gradova" (civitatum maritimum comes) te trogirskoga, ninskog i omiškog kneza. Također, obnašao je časti kneza Tropolja (od 1301.) i splitskog kneza.

## Podrijetlo i obitelj
Bio je drugi sin bana Pavla I., brat Mladena II., Pavla II., Grgura IV. i Marka IV. U genealoškim tablicama ponekad se navodi i kao Juraj III. Imao je petoro djece:
- Mladen III. († 1348.), štit Hrvata; oženio se srpskom princezom Jelenom Nemanjić.
- Pavao III. († 1356.), oženio se mletačkom plemkinjom Katarinom Dandolo.
- Jelena († 1378.), udala se za kneza Vladislava Kotromanića, majka bosanskog kralja Tvrtka I.
- Božidar (Deodat) († o. 1347.), bribirski knez 1345. – 1347.
- Katarina, supruga Ivana Jurišića

## Životopis
U izvorima se prvi put spominje 1300. godine kao knez Splita. Godine 1315. podijelio je povlastice Omišu, kojima je regulirao omiško gusarenje. Bio je najbliži suradnik brata Mladena II., nakon čijeg je pada 1322. godine postao starješina roda Šubića. Uspio je u savezu s ostalim hrvatskim velikašima oslabiti utjecaj bana Ivana Babonića u Hrvatskoj, ali nije se uspio nametnuti kao neosporni vođa u Hrvatskoj.
Sukobljavao se s vojvodom Nelipcem II., Venecijom i pobunjenim Splitom. Godine 1324. porazio ga je i zarobio Nelipac u bici kraj Knina. Za vrijeme zatočeništva o njegovim se posjedima brinula supruga Lelka, koja je spriječila rasipanje njegove baštine. Oslobođen je 1326. godine. Pregovorima je postigao sporazum sa Šibenikom i Splitom koje je vratio pod svoj nadzor, ali je 1328. izgubio Nin.